# Galina Tiúrina
Galina Nikoláyevna Tiúrina (en ruso: Галина Николаевна Тюрина, 19 de julio de 1938, Moscú - 21 de julio de 1970, Urales polares), fue una matemática rusa, especialista en geometría algebraica, doctora en Ciencias Físicas y Matemáticas, discípula de Ígor Shafarévich.

## Biografía
Se graduó de Facultad de Matemáticas de la Universidad Estatal de Moscú.
Su hermano mayor, Andréi Tiúrin, era también matemático y era uno de los asistentes y custodios del archivo del escritor Aleksandr Solzhenitsyn.
Murió trágicamente durante un viaje turístico en canoa en el río Longotegan, en los Urales polares.

## Investigación
Realizó importantes trabajos en el campo de la geometría algebraica compleja (clasificación de las variedades algebraicas, teoría de los puntos singulares de las variedades algebraicas y superficies analíticas, K3-superficie).
Se nombró como solución Tiúrina a uno de los conceptos básicos de la teoría de las deformaciones. Construyó por primera vez una deformación versal eficaz, para intersecciones incompletas (gérmenes de espacios complejos); creó el manuscrito que contiene el diseño formal de la deformación versal desarrollado para cualquier germen con sólo un punto singular, trabajo inédito que no fue publicado. Según Vladímir Arnold, Tiúrina fue pionera en el uso de métodos "trascendentales" topológicos para el estudio de los puntos singulares de hipersuperficies.

## Familia
- Hermano — Andréi Tiurin, matemático.
- Esposo — Dmitri Fuchs, matemático.